# Куницька Анастасія Володимирівна
Анастасія Володимирівна Куницька — старший солдат окремого загону спеціального призначення НГУ «Азов» Національної гвардії України, учасниця російсько-української війни, що загинула в ході російського вторгнення в Україну в 2022 році.

## Життєпис
Анастасія Куницька народилася 1998 року в Урзуфі Мангушської селищної ради на Донеччині. З часом вона переїхала до Маріуполя, а військову службу проходила на основній базі полку «Азов» — в рідному Урзуфі. З початком повномасштабного російського вторгнення в Україну перебувала у Маріуполі. З часом вона опинилася в одному з бункерів «Азовсталі». Разом з іншими жінками вона мала можливість покинути завод та вийти з «Азовсталі», але вона відмовилась: «Поки Влад тут, я не вийду!» Анастасія Куницька загинула в ніч з 2 на 3 травня 2022 року в результаті авіанальоту на «Азовсталь» разом з психологінею полку Наталею Луговською. Указом президента № 367/2022 24 травня 2022 року Наталія Луговська була посмертно нагороджена орденом «За мужність» III ступеня. Тіло загиблої мають ще ввезти на підконтрольну територію України.

## Родина
На службі в полку «Азов» Анастасія Куницька в 2019 році познайомилася з Владиславом Оксеньчуком (позивний «Дезмонд»), який приїхав на Донеччину з Ковеля Волинської області. Він — майстер спорту України з легкої атлетики, парамедик. З «Азовсталі» у травні 2022 року потрапив у полон, перебуває на тимчасово окупованій території. У загиблої залишилася мама.

## Нагороди
- Орден «За мужність» III ступеня (2022, посмертно) — за особисту мужність і самовіддані дії, виявлені у захисті державного суверенітету та територіальної цілісності України, вірність військовій присязі[4]